# Gugolzia karadagae
Gugolzia karadagae is een vliesvleugelig insect uit de familie Pteromalidae. De wetenschappelijke naam is voor het eerst geldig gepubliceerd in 2010 door Doganlar & Doganlar.